# Pleomorfizm cykliczny
Pleomorfizm (z gr. „morph” – kształt + „pléon” – więcej) – wielopostaciowość, Cyklogenia drobnoustrojów – hipoteza, która mówi, że mikroorganizmy mogą przybierać różne formy istnienia w poszczególnych etapach cyklów życiowych.
Pleomorfizm bakterii czy grzybów jest odpowiedzią adaptacyjną na warunki środowiska w którym żyją. Wszystkie ssaki i większość zwierząt posiada organizmy symbiotyczne, żyjące wewnątrz gospodarza – tzw. endobionty. Dla prawidłowego rozwoju endobiont, podobnie jak każdy mikroorganizm, produkuje wokół siebie metabolity.
Koncepcja ta zapoczątkowana została przez wybitnego francuskiego biologa Antoine Bechampa. Zaobserwowane przez siebie małe ciałka w żywej materii nazwał mikrozymami, w późniejszym czasie ustalono, że większość z nich to tłuszcze. Teoria polimorfizmu, jako stojąca w opozycji do oficjalnie przyjętej monomorficzności drobnoustrojów postulowanej przez Ludwika Pasteura została odrzucona przez oficjalną naukę akademicką.
Następnie teorią cyklogenii zajął się, i rozwinął, niemiecki biolog Günther Enderlein badając drobnoustroje pod mikroskopem w ciemnym polu. Okazało się, że nie wszystkie drobiny są mikrozymami. Enderlein obserwowane w ludzkiej krwi żyjątka nazwał protitami. Dalszych postępów dokonał Gaston Naessens, w celu badania pleomorfizmu opracował specjalny mikroskop kontrastowo-fazowy – somatoskop, w którym można obserwować zachodzące przemiany drobnoustrojów.
Dziś pleomorficzna debata nadal istnieje w swojej pierwotnej formie, została ona przeważnie zmieniona na dyskusję dotyczącą metod ewolucyjnego jej powstania i praktycznych zastosowań pleomorfizmu. Wielu współczesnych naukowców uważa pleomorfizm albo za odpowiedź bakterii na ciśnienie wywierane przez czynniki środowiskowe, takie jak bakterie, które wydzielają markery antygenowe w obecności antybiotyków, albo za zjawisko, w którym bakterie ewoluują kolejno w bardziej skomplikowane formy. Hipoteza określana jako „Pleomorficzna prowolucja” ukuta przez.Stuarta Grace'a, bierze pod uwagę obie te hipotezy.
Akceptowanym w środowisku przykładem pleomorfizmu jest Helicobacter pylori, który występuje zarówno jako forma w kształcie helisy (sklasyfikowana jako giętki pręcik), jak i forma kokkoidalna (stało-kształtna). Kolejnymi drobnoustrojami wykazującymi pleomorfizm są Legionella pneumophila, praktycznie wszystkie maczugowce oraz Coccobacillus. Ponadto, zaobserwowano naturalnie występujące bakterie pleomorficzne we krwi zupełnie zdrowych osób. 

## Krytyka pleomorfizmu
Już u zarania badań nad mikroorganizmami teoria wielopostaciowości była dyskredytowana. Badania kolejnych naukowców spotykały się z ostrą krytyką środowiska naukowo-medycznego. Jednym z argumentów ich przeciwników było to, że polimorfiści stosowali metody złej jakości i że błędne wnioski wynikają z zanieczyszczeń, które spowodowały skażenia określane następnie przez pleomorfistów jako kolejne etapy rozwoju.

## Osoby określane mianem pleomorfistów
Antoine Bechamp, William Russell, Royal Rife, Günther Enderlein, Wilhelm Reich, Gaston Naessens, Alan Cantwell, Robert Young.